# Davide Bregola
Davide Bregola (Bondeno, 31 dicembre 1974) è uno scrittore italiano.
Vive a Mantova.

## Biografia
Davide Bregola nasce a Bondeno, in provincia di Ferrara, vive l'infanzia a Ostiglia (Mn) e successivamente va a vivere a Sermide (Mn) dall'età di 14 anni. Studia a Ferrara, dove frequenta la Facoltà di Legge. Esordisce nell'ambiente letterario nel 1996, quando due suoi racconti (Frenchi Fagiano è un tecnovillano e Gioventù sonica) vengono pubblicati nell'antologia Coda, che seleziona testi di giovani scrittori sotto i 25 anni.. 
Nel 1999 pubblica la raccolta di racconti Viaggi e corrispondenze, con la quale vince il Premio Tondelli per la narrativa. Inizia poi a lavorare nel campo dell'editoria e del giornalismo, collaborando alle pagine culturali di Il Foglio e de Il Giornale e tenendo incontri e seminari di scrittura creativa.
Sul tema della letteratura migrante in lingua italiana pubblica nel 2002 il libro Da qui verso casa, che raccoglie interviste con narratori, e nel 2005 Il Catalogo delle voci, in cui intervista poeti.
Altre sue opere narrative sono Racconti felici (2003), nella quale ripropone alcuni suoi racconti pubblicati su riviste e fanzine, e il romanzo La cultura enciclopedica dell'autodidatta (2006). Con  La vita segreta dei mammut in Pianura Padana vince il Premio Chiara nel 2017.
È autore della "Trilogia del fiume" composta da La vita segreta dei mammut in Pianura Padana (Premio Chiara), Fossili e storioni (Finalista Premio Fabriano 2019), Nei luoghi ideali per la camporella (2022). Tutti pubblicati da Avagliano editore.

## Opere

### Narrativa per adulti
- Frenchi Fagiano è un tecnovillano; Gioventù sonica, in  Silvia Ballestra e Giulio Mozzi (a cura di), Coda. Undici "Under 25" nati dopo il 1970, Ancona, Transeuropa, 1996, ISBN 88-7828-076-3.
- Interstellar overdrive, San Nicolò Po, Nomade psichico, 1999.
- con Andrea Righi, Viaggi e corrispondenze: Premio Tondelli 1999, I libri dello Zelig 97, Faenza, Mobydick, 1999, ISBN 88-8178-122-0.
- Mazurca di periferia in  Nanni Balestrini, Renato Barilli e Giuseppe Caliceti (a cura di), Narrative Invaders, Testo&Immagine, 2000.
- La lenta sinfonia del male, San Nicolò Po, Nomade psichico, 1999.
- Racconti felici seguiti da La lenta sinfonia del male, Indicativo presente 11, Milano, Sironi, 2003, ISBN 88-518-0009-X.
- Provincia di Mantova, Assessorato alle Politiche giovanili e sociali e Associazione Culturale Avamatta! (a cura di), Verba Market: vetrina ad uso dei giovani scrittori mantovani, con un racconto inedito di Davide Bregola, Mantova, Edizioni Avamatta, 2004.
- La prova del fuoco, in  AA.VV., Parma Noir e altri racconti, volume 4. Uccidere per passione, Parma, Gazzetta di Parma editore, 2005, ISBN 88-7847-070-8.
- Burattini e Marionette, in  AA.VV., Resistenza 60, a cura di Sergio Rotino, Ravenna, Fernandel, 2005, ISBN 88-87433-56-9.
- Tessuto corneo, in  AA.VV., Strettamente personale, a cura di Gianni Paris, Bologna, Pendragon, 2005, ISBN 88-8342-392-5.
- La cultura enciclopedica dell'autodidatta, Indicativo presente 33, Milano, Sironi, 2006, ISBN 88-518-0066-9.
- Tre allegri malfattori (per tacer del topo), Centocinquanta, Siena, Barbera, 2013, ISBN 978-88-7899-578-9.
- La vita segreta dei mammut in Pianura Padana, I corimbi 84, Roma, Avagliano, 2017, ISBN 978-88-8309-311-1.
- Fossili e Storioni (Notizie dalla casa galleggiante), I corimbi 89, Roma, Avagliano, 2019, ISBN 978-88-8309-419-4.
- Nei luoghi ideali per la camporella, I corimbi, Roma, Avagliano, 2022

### Letteratura per l'infanzia
- Sermide in una bolla d'aria, illustrazioni di Alessandro Sanna, Sermide, Sermidiana, 2003.
- Un uovo sodo in due, illustrazioni di Alessandro Sanna, in  Amzallagh-Auge, Davide Bregola e Alberto Casiraghy, Sitisanmun: storie di città tra il giorno e la notte, Bazzano, Artebambini, 2005, ISBN 88-89705-04-3.
- Virgigliocavallovermiglio: da Palazzo Te a Palazzo Ducale, illustrazioni di Alessandro Sanna, Mantova, Tre Lune, 2006, ISBN 88-87355-91-6.
- con Alessandro Sanna, Quel diavolo di Nuvolari, Graphic Novel, Verona, L. Bloom Editore, 2007, ISBN 978-88-89350-07-2.

### Saggistica
- Da qui verso casa, Kuma, lettere migranti 2, Roma, Edizioni Interculturali, 2002, ISBN 88-88375-20-1.
- Il catalogo delle voci. Colloqui con poeti migranti, Kumacreola 6, Isernia, Cosmo Iannone Editore, 2005, ISBN 88-516-0064-3.

### Varia
- Lettera agli amici sulla bellezza, Siena, Barbera, 2008, ISBN 978-88-6311-040-1.
- Lettera agli amici sulla felicità, Siena, Liberamente editore, 2009, ISBN 978-88-6311-103-3. La più bella lettera d'amore di tutti i tempi, Siena, Liberamente editore, 2010, ISBN 978-88-6311-187-3.
- con Folco Quilici, Il mio mondo. Una vita di avventure ai quattro angoli del pianeta, Siena, Barbera, 2014, ISBN 978-88-7899-621-2.
- L'acchiapparime. Manualetto divertente per inventare rime, ninnenanne, filastrocche, indovinelli, poesie e raccontini, Stylus, Barney editore, 2014.
- Lezioni di vita del Piccolo Principe per disillusi, Roma, Edizioni Tlón, 2017, ISBN 978-88-99684-53-2.